# Panhard & Levassor Type X13
Der Panhard & Levassor Type X13 ist ein Pkw-Modell der 1910er Jahre. Hersteller war Panhard & Levassor in Frankreich.

## Beschreibung
Die Fahrzeuge haben einen von Arthur Constantin Krebs entwickelten Ottomotor. Im Motorcode „V6R“ steht das „V“ für den Monoblockmotor und die „6“ für die Anzahl der Zylinder.
Der Sechszylinder-Reihenmotor hat 90 mm Bohrung, 130 mm Hub und 4962 cm³ Hubraum. Er wurde auch 24 CV genannt. Die Leistung des Frontmotors wird über ein Vierganggetriebe und eine Kardanwelle an die Hinterachse übertragen.
Bekannt sind die Karosseriebauformen Torpedo und Limousine.
Das Modell löste im Laufe des Jahres 1912 den Vorgänger Type X3 ab. Zusammen fanden sie in dem Jahr 21 Käufer, davon 7 im Export.
In den vier Folgejahren beziehen sich die Produktionszahlen von 10, 13, 2 und 2 auf genau dieses Modell. Zusammen sind das 27 Fahrzeuge, von denen 8 exportiert wurden.